# 阿萊西亞

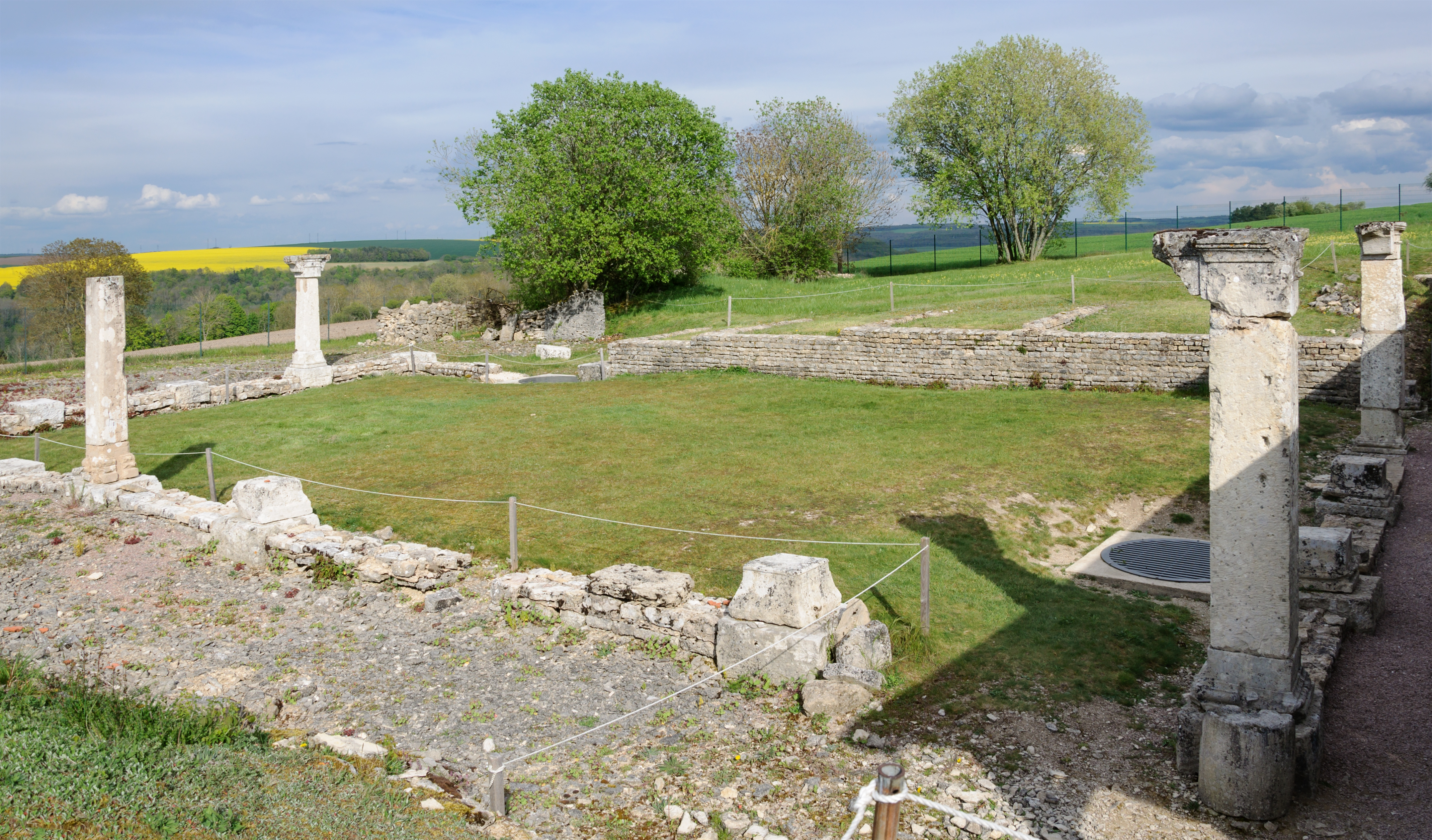
阿萊西亞考古遺跡

阿萊西亞（Alesia）是一座高盧人的古代都市，在凱撒征服高盧之後，這裡成為一座羅馬城市。西元前52年，凱撒率領的羅馬軍團和維欽托利率領的高盧人在這裡展開決戰，是為阿萊西亞之戰。這場戰爭最終羅馬人得到勝利，高盧戰爭也至此決出結果，羅馬統治了高盧。現在考古學家已經在這裡發現了當時戰爭的遺跡。

## 外部連結
- The Siege of Alesia （页面存档备份，存于）

47°32′14″N 4°30′01″E / 47.53722°N 4.50028°E